# Louis Francisque Lélut
Louis François Francisque Lélut (15 avril 1804–25 janvier 1877), médecin français et philosophe, né et mort à Gy dans la Haute-Saône.

## Biographie
Il est connu pour ses ouvrages Du démon de Socrate, spécimen d'une application de la Science psychologique à celle de l'Histoire et L'Amulette de Pascal pour servir à l'histoire des hallucinations.
Membre de l'Académie des sciences morales et politiques, section de philosophie (fauteuil 2, 1844), ses recherches portaient sur les maladies mentales et la phrénologie.
On considère que sa Physiologie de la pensée, recherche critique des rapports du corps à l'esprit, datant de 1861, est son œuvre majeure.
Il est député de la Haute-Saône à l'Assemblée constituante de 1848 où il siège au centre. Il reste député à l'Assemblée législative de 1849 à 1851, durant la Deuxième République, siégeant à droite, et sous le Second Empire, aux deux premières législatures du Corps législatif (1852-1863), au sein de la majorité dynastique.

## Publications
- Qu’est-ce que la phrénologie ?, vol. in-8°. Paris, 1836.
- Inductions sur la valeur des altérations de l’encéphale dans le délire aigu et dans la folie, br. In-8° de 120 p.
- Le démon de Socrate ; vol. in-8°. Paris, 1836 et 1856.
- De l’organe phrénologique de la destruction chez les animaux ; br. In-8°. Paris, 1838.
- Rejet de l’organologie phrénologique de Gall et de ses successeurs ; vol. in-8°. Paris, 1843.
- L’amulette de Pascal, pour servir à l’histoire des hallucinations ; vol. in-8°. Paris, 1846.
- Physiologie de la pensée ; recherche critique des rapports du corps et de l’esprit. Paris, 1862, 2 vol. in-12. [Vol.I] [Vol.II]